# Kicho Díaz
Enrique Kicho Díaz (Buenos Aires, 21 de enero de 1918 - 5 de octubre de 1992) fue un contrabajista y bandoneonista argentino de tango.
Empezó su carrera musical como bandoneonista.
Llegó a participar en la orquesta de Juan de Dios Filiberto.
Sus comienzos como contrabajista se dieron en el conjunto de Anselmo Aieta.
En el año 1939, su hermano mayor, David Díaz, primer violín de la orquesta típica de Aníbal Troilo (1914-1975), le propone a Troilo que adopte a su hermano ya sea para bandoneón o contrabajo.
Troilo prefirió el sonido que Kicho obtenía de las cuerdas.
En esos años cuarenta, junto a Orlando Goñi al piano generó el «alma rítmica» de la orquesta de Troilo.
Integró la orquesta de Aníbal Troilo desde 1939 hasta 1959.
En 1960 integró el recién formado quinteto Nuevo Tango de Astor Piazzolla hasta 1977.
Algunas de sus interpretaciones más recordadas, de obras de Astor Piazzolla, son: Buenos Aires Hora Cero,
Contrabajeando, Prepárense y Kicho (esta última compuesta por Piazzolla a modo de reconocimiento).
En 1962 y 1963 integró el Quinteto Real, junto a Horacio Salgán, Ubaldo de Lío, Enrique Mario Francini y Pedro Laurenz y participó ocasionalmente en la orquesta de Mariano Mores.
A mediados de 1960 integró con Armando Cupo, Jorge Caldara, Hugo Baralis y los cantantes Marga Fontana y Héctor Ortiz un grupo musical que bautizan Estrellas de Buenos Aires con el que hacen presentaciones en locales nocturnos,  clubes de barrios y una gira estelar por países del Pacífico.

## En el Sexteto Mayor

### Incorporación
En 1975 se integró al Sexteto Mayor, hasta su muerte dieciséis años después. Cuando José Libertella tenía 15 años conoció a Luis Stazo que en ese momento tocaba con Argentino Galván en el Tango Bar. y al año siguiente, 1950, ingresó a la orquesta de Osmar Maderna, donde también tocaba Stazo. Prosiguieron sus respectivas carreras y hacia 1972 surgió la idea de formar un conjunto como el Quinteto Real por lo cual reunieron músicos, algunos pagados de sus propios bolsillos, y comenzaron a tocar juntos una vez por semana en Radio El Mundo (sin recibir retribución) y alternando la dirección del conjunto una vez cada uno. El gran cambio ocurrió cuando los contrataron para tocar en La Casa de Gardel cuyo dueño Machado Ramos les dio el nombre que luego conservaron.
Debutaron allí el 23 de abril de 1973 y el conjunto estaba seguro de que no iba a durar más de quince días, pero continuaron tocando. Pasaron por otros escenarios y como acompañaban a la cantante Gloria Díaz, ella los llevó a Canal 9 y allí fue su debut en la televisión. También estuvieron en Caño 14, El Viejo Almacén y Casablanca.
Una característica que tuvo el conjunto desde el inicio fue el de cuidar los aspectos empresarios y, por ejemplo, compraban sus propios discos para distribuirlos en las radios del interior del país para hacerse conocer.
Tuvieron sus dificultades iniciales, y así evocaba uno de los músicos:

Hasta que nos llamaron de Caño 14, pero el día anterior viajamos a Río Turbio por una función. Era un viaje en avión hasta Río Gallegos y después, 300 kilómetros de tierra. Al otro día era el debut en Caño 14 y no podíamos perder el avión: había que hacer los 300 kilómetros de tierra y el chofer andaba borracho por algún lado. Lo encontramos y lo obligamos a manejar: se iba quedando dormido y le pegábamos con el arco en la cabeza. Cada 50 kilómetros quería tomar algo: pedía cerveza y nosotros se la cambiábamos por café. Tomamos el avión casi por la cola, llegamos roñosos y, así como estábamos, fuimos a Caño 14. Así empezó el Sexteto Mayor en el centro. Fue toda una lucha hasta que pudimos empezar a sobrevivir.
Mario Abramovich

### Formato del conjunto
Inicialmente la formación tenía el mismo formato que el conjunto de los años veinte de Julio De Caro que comenzó una nueva etapa del tango: dos bandoneones, dos violines, piano y contrabajo. Respecto de la voz rompieron una tradición pues si bien fueron muchos los cantantes destacados a los cuales acompañaron en la formación musical no hubo lugar para un cantante estable sino que fue concebido para privilegiar la música. Cuando en 1992 empezaron con el espectáculo Tango Pasión mantuvieron la misma estructura del sexteto pero agregaron como artistas invitados dos bandoneones, dos violines, guitarra, dos pianos, además de cantantes y bailarines.

### Debut en París y consagración en Broadway
En 1981 se produjo otro gran cambio, cuando Tomás Barna llevó al conjunto para inaugurar la tanguería parisina Trottoirs de Buenos Aires, ocasión en que estuvieron, entre otras figuras, Julio Cortázar, Yves Montand y Paloma Picasso. En ese lugar los vio Claudio Segovia, y los convocó para el espectáculo Tango argentino que estaba creando junto con Héctor Orezzoli. Fueron a París en 1983 por una semana pero fue tal el éxito que siguieron presentándolo durante nueve años.
Con música del Sexteto y otras figuras como el dúo Salgán-De Lío; más cantores como Raúl Lavié, Roberto Goyeneche, Elba Berón, Alba Solís, Jovita Luna o María Graña, y bailarines como Juan Carlos Copes y María Nieves, Mayoral y Elsa María, Gloria y Eduardo o Virulazo y Elvira, Tango Argentino fue un éxito inesperado tanto en París como en Broadway, que luego continuaron con actuaciones propias o como parte del show Tango Pasión.
Otro de los aspectos particulares del Sexteto Mayor es que está en forma permanente en giras por el mundo, retornando para estar en Buenos Aires uno o dos meses por año, lo que lo ha llevado a ser considerado el conjunto de tango argentino más famoso del mundo. En Buenos Aires hace presentaciones periódicamente, incluso en muchos casos sin percibir remuneración.
A fines de octubre de 1985 alcanzaron consagración total con el espectáculo Tango Argentino en Broadway en el Teatro Mark Hellinger en una temporada que, prevista para seis semanas, se prolongó por seis meses. En los primeros días de 1993 estrenaron el espectáculo Tango Pasión en el Coconut Grave de Miami y a continuación actuación en Broadway para luego seguir en mayo con el espectáculo en el teatro Deutsches de Múnich. En 1996 realizaron una extensa gira por distintos países de Europa, incluyendo Finlandia, San Petersburgo, Moscú y Asia, en Hong Kong y Singapur, con un total de 264 funciones. En 1997 hubo otra extensa gira por Europa que incluyó Atenas, Salónica, Rodas y Estambul y por Asia en Taiwán y Japón, con un total de 237 funciones. En 2001 presentaron el espectáculo De Gardel a Piazzolla en Santiago de Chile. En 2002 actuaron él la fiesta de casamiento de Máxima Zorreguieta con el príncipe heredero de Holanda y luego de una gira por Europa se presentaron en Beirut y a continuación en Estados Unidos. En 2003 realizaron un concierto de apertura en el conocido teatro Concertgebouw de Ámsterdam y actuaron en el Musichalle Theater de Hamburgo.

### Estilo
Con excelentes arreglos musicales el repertorio de tango instrumental que va desde los tangos clásicos a los de autores contemporáneos, lo ha hecho famoso en todo el mundo con un incomparable sonido que lo hace sonar como una orquesta. En el conjunto han ido ingresando músicos nuevos reemplazando a los anteriores pero manteniendo siempre el nivel de calidad en la ejecución. Decía Libertella al respecto «nosotros siempre quisimos tener músicos mejores que nosotros y creo que lo logramos».
En el año 2000, la Legislatura de la Ciudad de Buenos Aires, a través de consulta popular, lo declaró el «contrabajista de tango del siglo».

## Filmografía
- Tango argentino (1969) dir. Simón Feldman